# Уплощённая большая клинокорона
Уплощённая больша́я клинокоро́на — один из многогранников Джонсона (J89, по Залгаллеру — М21).
Составлена из 21 грани: 18 правильных треугольников и 3 квадратов. Среди квадратных граней 1 окружена двумя квадратными и двумя треугольными, другие 2 — квадратной и тремя треугольными; среди треугольных граней 8 окружены квадратной и двумя треугольными, остальные 10 — тремя треугольными.
Имеет 33 ребра одинаковой длины. 2 ребра располагаются между двумя квадратными гранями, 8 рёбер — между квадратной и треугольной, остальные 23 — между двумя треугольными.
У уплощённой большой клинокороны 14 вершин. В 4 вершинах сходятся две квадратных грани и две треугольных; в 4 вершинах — квадратная и четыре треугольных; в остальных 6 — пять треугольных.

## Метрические характеристики
Если уплощённая большая клинокорона имеет ребро длины {\displaystyle a}, её площадь поверхности и объём выражаются как
{\displaystyle S=\left(3+{\frac {9{\sqrt {3}}}{2}}\right)a^{2}\approx 10{,}7942286a^{2},}
{\displaystyle V\approx 2{,}9129a^{3}.}

## В координатах
Уплощённую большую клинокорону с длиной ребра {\displaystyle 2} можно расположить в декартовой системе координат так, чтобы её вершины имели координаты
- {\displaystyle \left(\pm 1;\;\pm 1;\;2{\sqrt {1-\xi ^{2}}}\right),}
- {\displaystyle \left(\pm \left(1+2\xi \right);\;\pm 1;\;0\right),}
- {\displaystyle \left(0;\;\pm \left(1+{\sqrt {\frac {2-4\xi }{1-\xi }}}\right);\;{\frac {1-\xi -2\xi ^{2}}{\sqrt {1-\xi ^{2}}}}\right),}
- {\displaystyle \left(\pm 1;\;0;\;-{\sqrt {3-4\xi ^{2}}}\right),}
- {\displaystyle \left(0;\;\pm {\frac {{\sqrt {(3-4\xi ^{2})(2-4\xi )}}+{\sqrt {1+\xi }}}{2(1-\xi ){\sqrt {1+\xi }}}};\;{\frac {(2\xi -1){\sqrt {3-4\xi ^{2}}}}{4(1-\xi )}}-{\frac {\sqrt {2-4\xi }}{2(1-\xi ){\sqrt {1+\xi }}}}\right),}

где {\displaystyle \xi \approx 0{,}2168448} — второй по величине после наибольшего действительный корень уравнения
{\displaystyle 26880x^{10}+35328x^{9}-25600x^{8}-39680x^{7}+6112x^{6}+13696x^{5}+2128x^{4}-1808x^{3}-1119x^{2}+494x-47=0.}
При этом ось симметрии многогранника будет совпадать с осью Oz, а две плоскости симметрии — с плоскостями xOz и yOz.